# Фонон
Фононът, подобно на квазичастиците е формален обект, който се използва в различни области на теоретичната физика.
Във физиката на твърдото тяло фононът описва квантово трептене (квантов режим на трептене), възникващо в твърдокристални структури като атомната решетка на твърдите тела. Последните обясняват някои основни свойства на твърдите тела като топлинната и електрическа проводимост. В частност, фононите с определена дължина на вълната са причина за пораждане на „звуци“ в твърдите тела, откъдето идва и името фонон, означаващо „глас“ на гръцки език. При термичната изолация фононите са главният механизъм, който способства за провеждането на топлина.
Фононите в частност могат да бъдат разглеждани като квантовомеханичния вариант на специален вид вибрация, известна като единичен режим на трептене (собствен режим на трептене) в класическата механика, при който всяка част от кристалната решетка осцилира с една и съща честота. Според добре познатия модел от класическата механика, всяко произволно механично трептене може да се разглежда като суперпозиция на единични режими с различни честоти. В този смисъл единичните режими са елементарните вибрации на кристалната решетка.
Въпреки че гореспоменатите единични режими на трептене имат вълнов характер, от гледна точка на квантовата механика те проявяват и свойства на частица. Фононите са бозони, при които спина е цяло число.

## Моделиране на фононите

### Механика на частиците на кристалната решетка
Приема се твърда правилна кристална решетка съставена от N частици. (Тези частици се приемат за „атоми“, въпреки че в реалните твърди тела те всъщност могат да бъдат йони). Нека N е от порядък 1023 (около числото на Авогадро). Ако решетката се приеме за твърда, атомите трябва да упражняват сили един на друг така, че всеки атом да остава близо до равновесното си положение. В реалните твърди тела тези сили са: сили на Ван дер Ваалс, ковалентни връзки и т.н. Тези сили имат преди всичко електрически характер. Магнитните и гравитационните сили са в общия случай пренебрежимо малки.
Силите между всяка двойка атоми се характеризира от някаква функция за потенциалната енергия, зависеща от разстоянието между атомите. Потенциалната енергия на решетката е сума от всички частични потенциални енергии:
{\displaystyle \sum _{i<j}V(r_{i}-r_{j})}
където ri е пространственото разположение на атом i, а V е потенциалната енергия между два атома.
Проблема за намиране на силите действащи в кристалната решетка е изключително труден за решение в общия случай на класическата и квантова механика.
За да се опрости задачата се правят две важни опростявания. Първо: сумират се величините само на съседни атоми. Въпреки че електрическите сили в реалните твърди тела се разпростират до безкрайност, горната апроксимация е вярна тъй като електрическото поле от по-отдалечени атоми се екранира.
Второ опростяване е, че електрическите потенциали са хармонично осцилиращи потенциали (хармонични потенциали): това е допустимо доколкото атомите остават близо до равновесните си положения.
Като резултат от двете допускания, кристалната решетка се моделира като система от топки свързани помежду си с пружини. Фигурата долу показва кубична кристална решетка, която е добър модел за много видове тела с атомна кристална решетка. Други тела съдържат кристална решетка подобна на линейна верига, която е доста опростен вариант решетка и ще бъде използвана за моделиране на фононите.
По този начин потенциалната енергия на решетката може да се дефинира като:
{\displaystyle \sum _{i\neq j(nn)}{1 \over 2}m\omega ^{2}(R_{i}-R_{j})^{2}}
където ω е естествената честота на хармоничните потенциали, които допускаме, че са едни и същи за всички атоми, поради равномерността на решетката. Ri е координатата на iтия атом. Сумирането на енергиите от най-близките съседни атоми се индексира с „(nn)“.

### Вълни разпространяващи се в кристалната решетка
Поради това, че атомите са свързани, преместването на един или повече атоми от техните равновесни положения ще предизвика поредица от вибрационни вълни разпространяващи се през решетката. Една такава вълна е показана на фигурата по-долу. Амплитудата на вълната се получава от преместванията на атомите от равновесните им положения.
Съществува минимална възможна дължина на вълната, дадена от равновесното разделяне а между атомите. По-малки дължини могат да се получат в някои специални случаи. Не всяка възможна вибрация между атомите има добре дефинирана дължина на вълната (честота). Само нормалните режими имат определена честота.

### Акустични и оптични фонони
В реалните твърди тела има два вида фонони: „акустични“ и „оптични“. „Акустичните фонони“ съответстват на звукови вълни в решетката. Надлъжни и напречни акустични фонони се записват съответно като LA и TA в английската литература.
„Оптичните фонони“ които възникват в определени кристални решетки, винаги имат някаква минимална честота на трептене. Те се наричат „оптични“ поради това, че в йонните кристали се възбуждат много лесно от светлината (инфрачервено излъчване). Това е вследствие на това, че тези фонони съотетстват на режим на трептене, при който положителните и отрицателните йони на съседни страни на решетката трептят един срещу друг, създавайки променлив във времето диполен момент.
Оптични фонони които взаимодействат по този начин със светлината се наричат активни в инфрачервената област. Съществуват и Раман активни фонони. Оптичните фонони се записват като LO и TO, съответно при надлъжните и напречни варианти.

### Термодинамични свойства
Кристална решетка при температура равна на абсолютната нула се намира в основно състояние и не съдържа фонони. Когато решетката е с ненулева температура нейната енергия не е постоянна, а флуктуира във времето около някаква средна стойност. Тези енергийни флуктуации се причиняват от вибрации в кристалната решетка, които се разглеждат като „фононен газ“. Произволното осцилиращо движение на атомите в решетката се отнася до количеството топлина в последната. Поради това, че фононите зависят от температурата, понякога те се наричат „топлинни фонони“. Топлинните (термични) фонони могат да бъдат създадени или унищожени от произволни енергийни флуктуации. Това поведение е далеч от споменатите хармонични потенциали и по-скоро може да се отнесе до нехармоничен режим.